# زیردریایی یو-۳۴۸
زیردریایی یو-۳۴۸ (به انگلیسی: German submarine U-348) یک زیردریایی بود که طول آن ۶۷٫۱ متر (۲۲۰ فوت ۲ اینچ) بود. این زیردریایی در سال ۱۹۴۳ ساخته شد.